# Turkiella
Turkiella is een vliegengeslacht uit de familie van de roofvliegen (Asilidae).

## Soorten
- T. cervinus (Loew, 1856)
- T. nudus Lehr, 1996
- T. tridentatus (Loew, 1871)
- T. zaitzevi Lehr, 1996